# Autobus Atac turistici e sperimentali (1928-1945)
I veicoli sperimentali del periodo 1928-1945 della rete di Roma sono stati un gruppo di 31 motrici e 3 rimorchi automobilistici adibiti al servizio urbano ed extraurbano della città.

## Storia
A partire dal 1928 l'ATAC sperimenta un gran numero di autobus di tipo turistico o semi turistico, anche a due piani e con varie disposizioni esterne ed interne. Appaiono due categorie fondamentali di autobus di questo tipo, quelli destinati ad un uso promiscuo, ossia che si possono trovare in servizio sia su percorsi extraurbani come la Roma-Tivoli, sia sulle ordinarie linee urbane, e quelli destinati esclusivamente al servizio extraurbano. Mentre i primi si presentano nella normale livrea dei rotabili urbani, ossia in due tonalità di verde, i secondi sono normalmente verniciati in bleu di solito in due tonalità, scuro al di sopra della fascia di cintura e più chiaro al di sotto della stessa: tale regola non è però applicata costantemente dall'ATAG, anche perché molti di questi veicoli si rivelano scarsamente utili sul servizio extraurbano per Tivoli, e sono utilizzati per i noleggi privati e sui collegamenti speciali al servizio delle manifestazioni sportive ed eventi del regime.
Nello stesso periodo sono anche sperimentati un rimorchio per autobus indipendente dalla motrice e due autotreni composti da motrice e rimorchio uniti in modo stabile, ognuno con proprio numero di targa.

## Autobus ad uso promiscuo
Nella prima categoria troviamo tre autobus a benzina su telaio Lancia Omicron a due assi, immessi in servizio tra il 1930 e il 1931, a due piani, numerati 2001, 2003 e 2005 ed uno analogo numerato 2201; abbiamo poi un Alfa Romeo a tre assi di costruzione del 1936, con motore diesel, numerato 2301, che nella documentazione ATAG è specificatamente classificato per il servizio urbano; su queste vetture valgono le seguenti considerazioni.
- Vettura 2001. Inizialmente costruita con il piano superiore coperto e numerata D.P.C. 2001 (D.P.C., sta ad indicare "Due Piani Coperto"), è successivamente modificata scoprendone il piano superiore e, come tale, è rinumerata semplicemente B.2001.
- Vettura 2003. Fin dall'origine con il piano superiore scoperto, appare inizialmente numerata B.2003 D.P.S. (la parte letterale, forse per poter mantenere il prefisso B di benzina, è qui messa come suffisso ed indica, "Due Piani Scoperto").
- Vettura 2005. Sembra essere sempre stata a piano superiore coperto.
- Vettura 2201. Di questa non si sa niente di preciso, se non che all'inizio appare come D.P.C.2201 e successivamente B.2201; appare alquanto più  bassa delle altre tre ed a piano superiore coperto.
- Vettura 2301. È più recente delle altre e sembra sia stata utilizzata solo su linee urbane periferiche nella zona della Tiburtina, ad esempio sulla 210 prima della guerra e sulla 209 dopo.

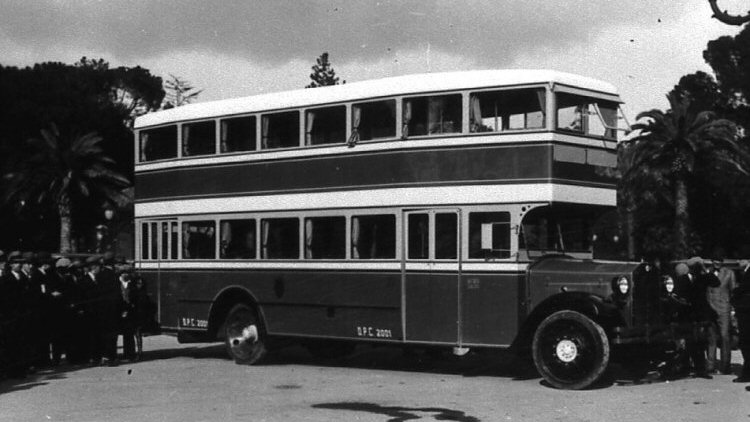
Vettura tipo D.P.C.
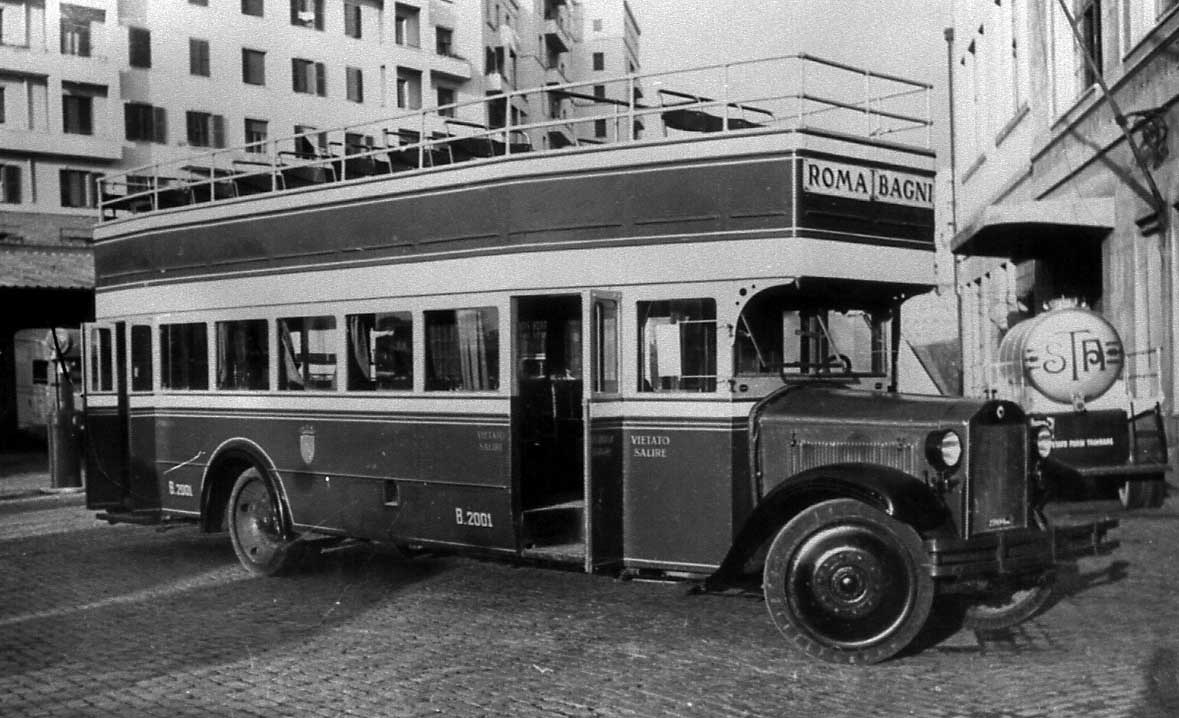
Vettura tipo D.P.S.
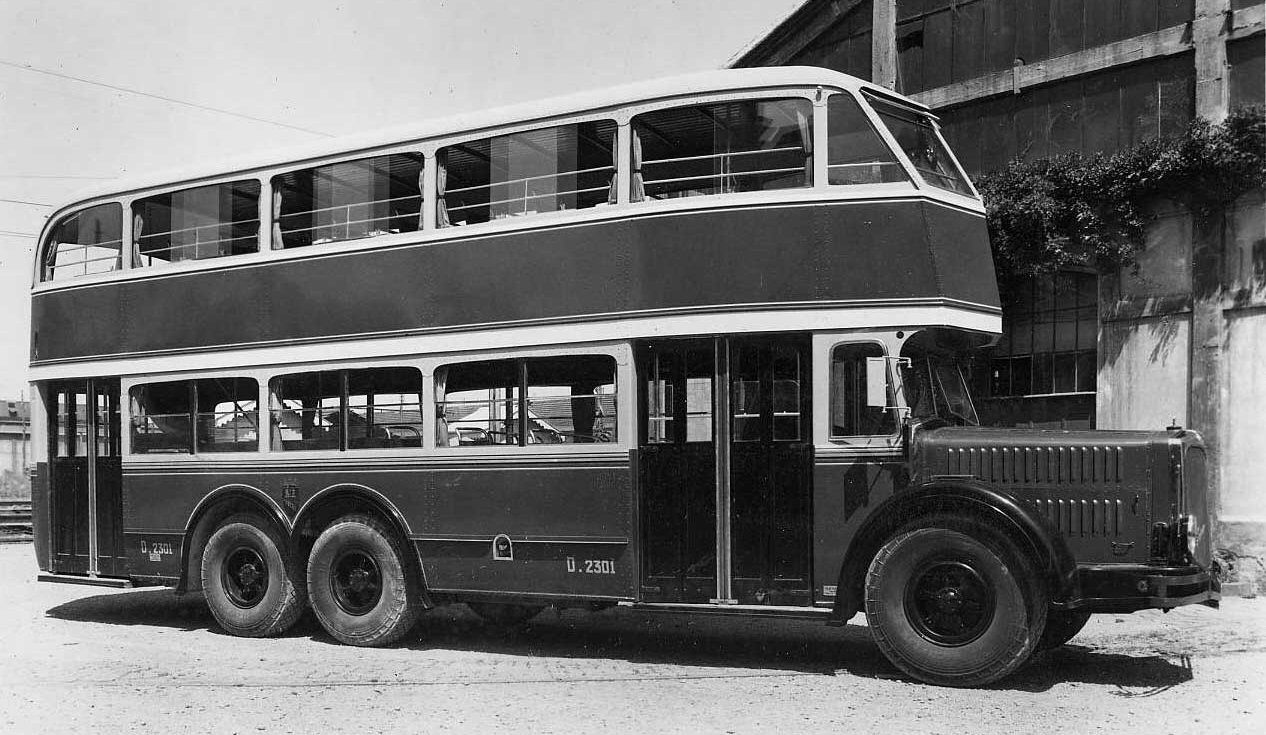
Vettura urbana 2301

## Autobus destinati al servizio extraurbano
Nella seconda categoria si trovano anzitutto gli autoalveari 3401 e 3403 a due piani con un piccolo coupé superiore nella parte posteriore della carrozzeria.

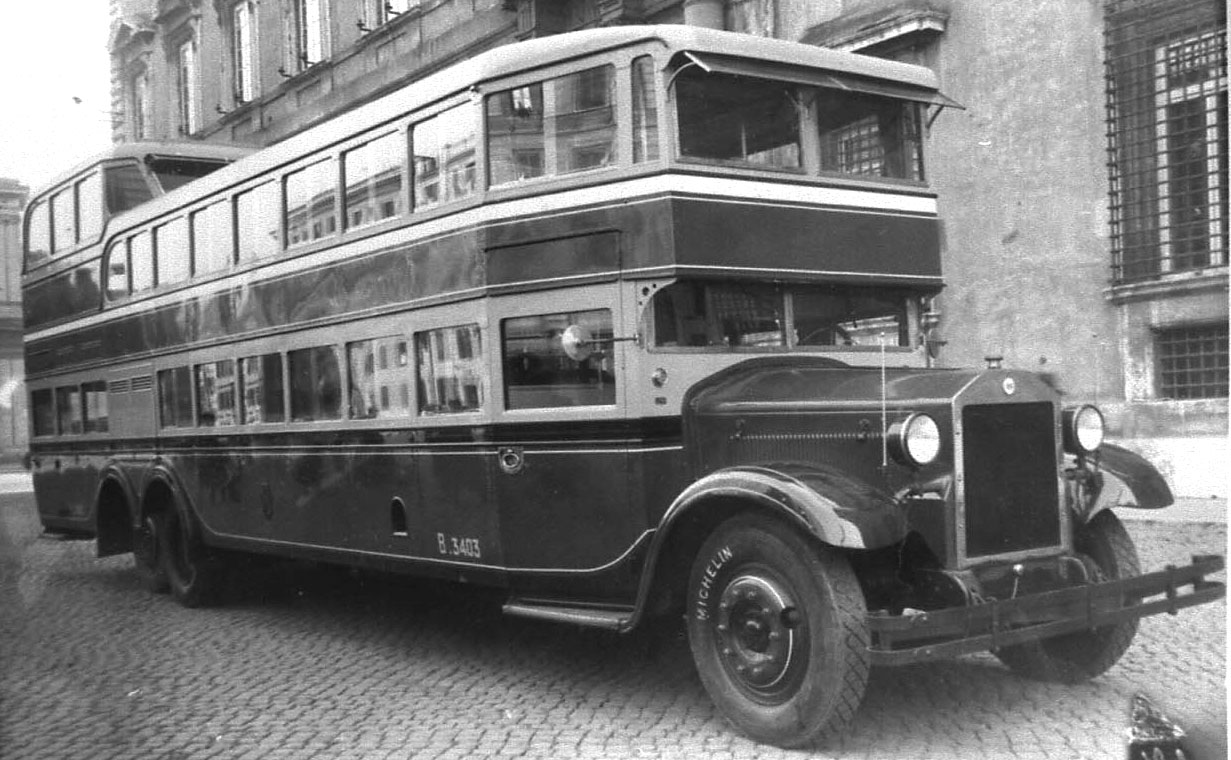
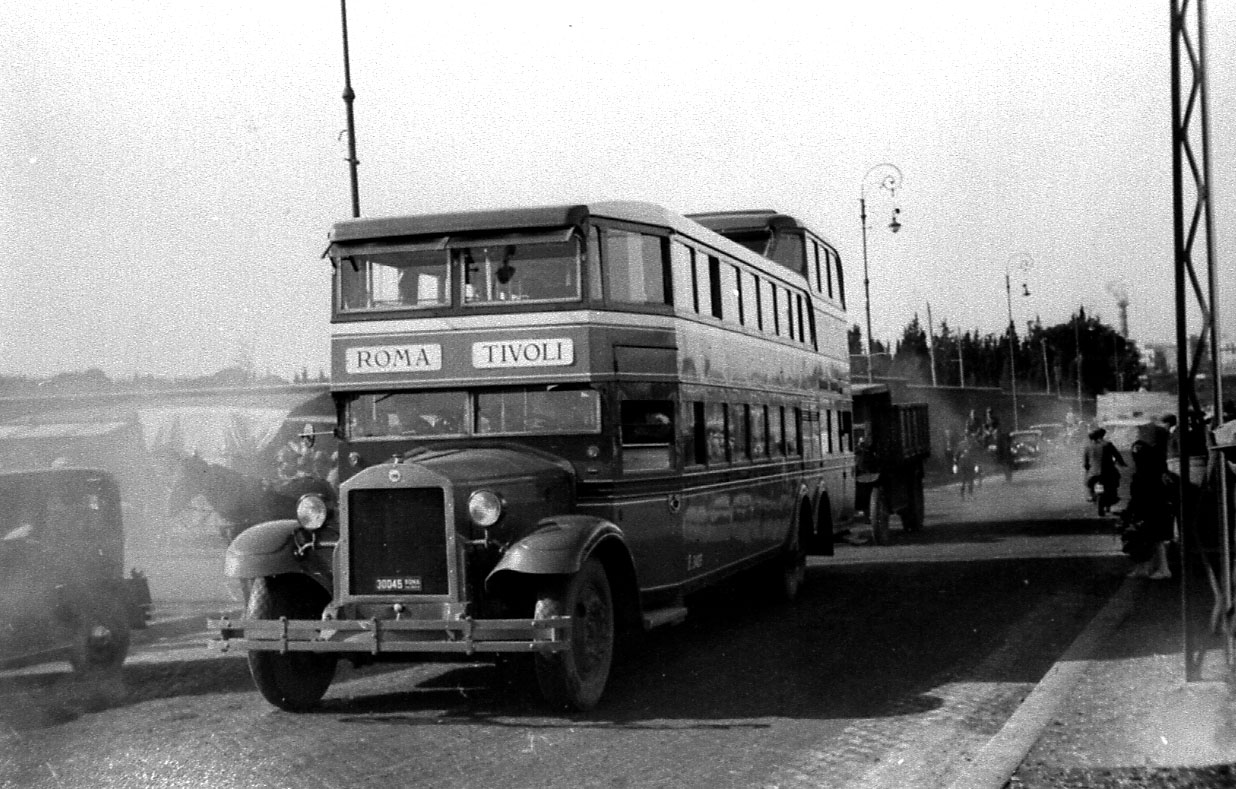

Ci sono poi tutta una serie di rotabili di caratteristiche spiccatamente extraurbane, entrati in servizio fin dal 1929, ai quali l'ATAG, in luogo di assegnare dei semplici numeri (seguendo in ciò la via seguita da altre aziende per immatricolare veicoli simili), assegna singolari ed originali sigle composte da tre lettere e un numero, sembra secondo le seguenti regole:
- 1.a lettera: è quasi sempre T, che sottintende torpedone, parola coniata negli anni Trenta quale accrescitivo di torpedo (automobile aperta di forma affusolata, simile a una torpedine, un po' come i tram SRTO detti torpediniere), per indicare gli autobus con capote rimuovibile destinati alle autolinee stagionali e di gran turismo introdotte nel 1927. Appare però anche la lettera V per indicare veicolo.
- 2.a lettera: può essere C, O, T nei significati di coupé per una vettura che sull'imperiale presenta una parte coperta una parte o con copertura rigida solo parzialmente rimuovibile; osservatorio per un veicolo interamente decappottabile; trasformabile per una vettura con copertura rigida ma rimuovibile assieme a parte delle fiancate;
- 3.a lettera: indica il costruttore del rotabile e può essere F (Fiat), L (Lancia), A (Alfa R.).

A questa parte letterale, che va scritta mettendo un punto di abbreviazione dopo ogni lettera (cioè ad es. T.T.L. e mai TTL), segue un usuale numero, dispari perché si tratta di materiale motore, che per ogni serie inizia da 1, generando così una facile confusione ad es. tra T.T.L.1 e T.C.L.1 ecc. Gli autobus in questione sono i seguenti:
- T.C.F., Torpedone Coupé Fiat: dodici veicoli, numerati da 1 a 23;
- T.C.L. Torpedone Coupé Lancia: due veicoli, numerati 1 e 3;
- T.O.L., Torpedone Osservatorio Lancia: due veicoli, numerati 1 e 3;
- T.T.A., Torpedone Trasformabile Alfa: un solo veicolo numerato 1 (è l'unico che corrisponde alle specifiche previste per gli autoservizi di gran turismo, ma risulta verniciato esternamente in due toni di blu, anziché nel rosso regolamentare previsto per queste vetture);
- T.T.F., Torpedone Trasformabile Fiat: due veicoli, numerati 1 e 3; (su gruppi meccanici di produzione SPA: evidentemente forniti dopo l'assorbimento della SPA nella Fiat);
- T.T.L., Torpedone Trasformabile Lancia: due veicoli, numerati 1 e 3 a due assi, due veicoli numerati 31 e 33 a tre assi;
- V.O.L., Veicolo Osservatorio Lancia: un solo veicolo numerato 1 (chiamato Veicolo e non Torpedone, forse per non confonderlo con i T.O.L.

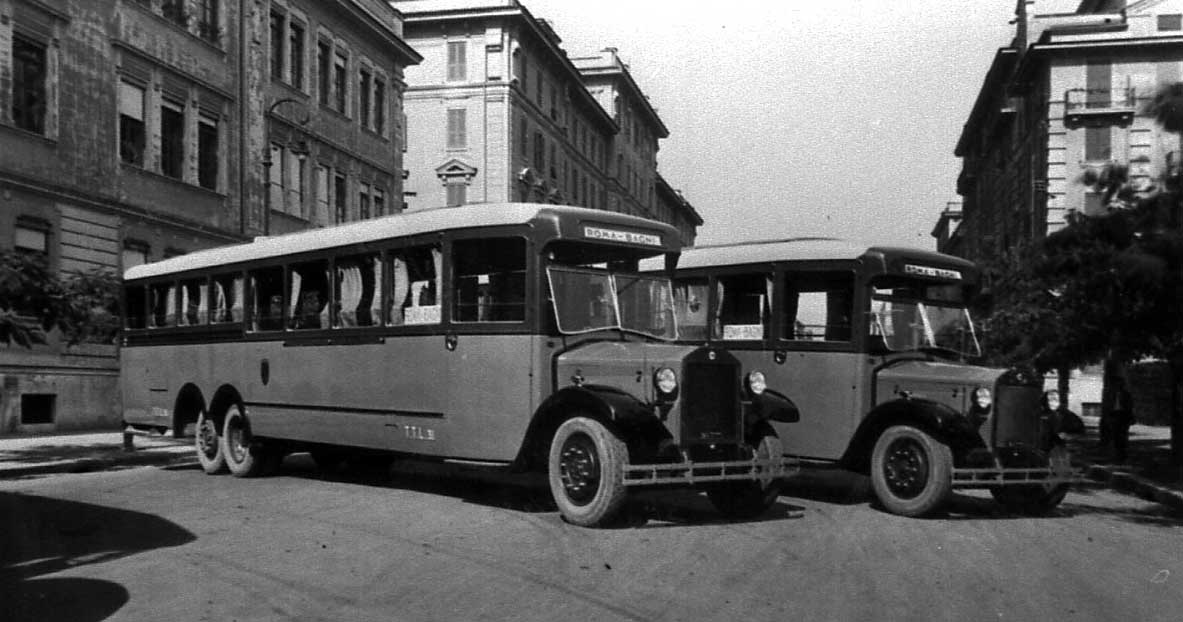
T.T.L.  a tre assi
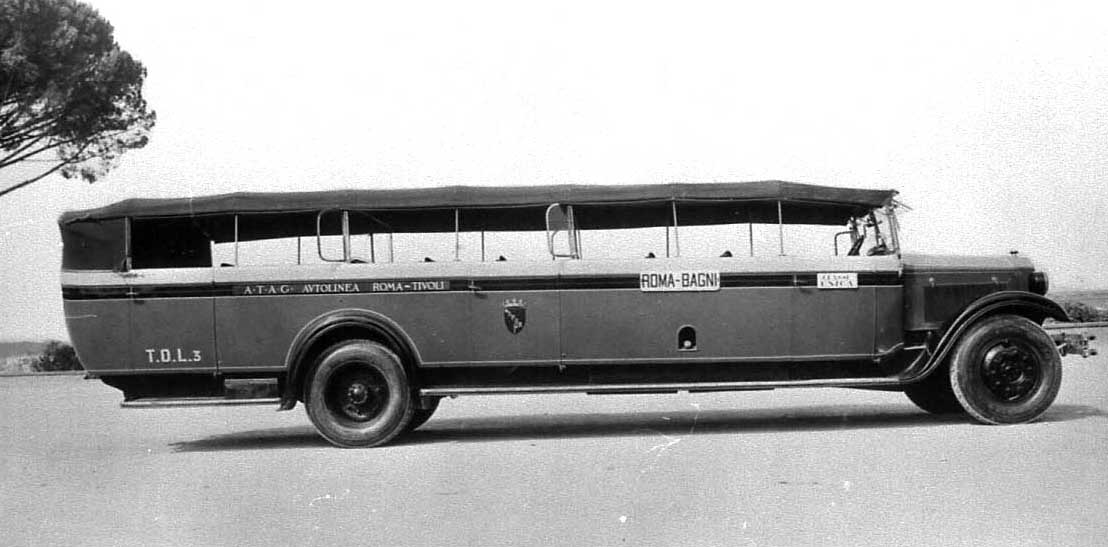
T.O.L.
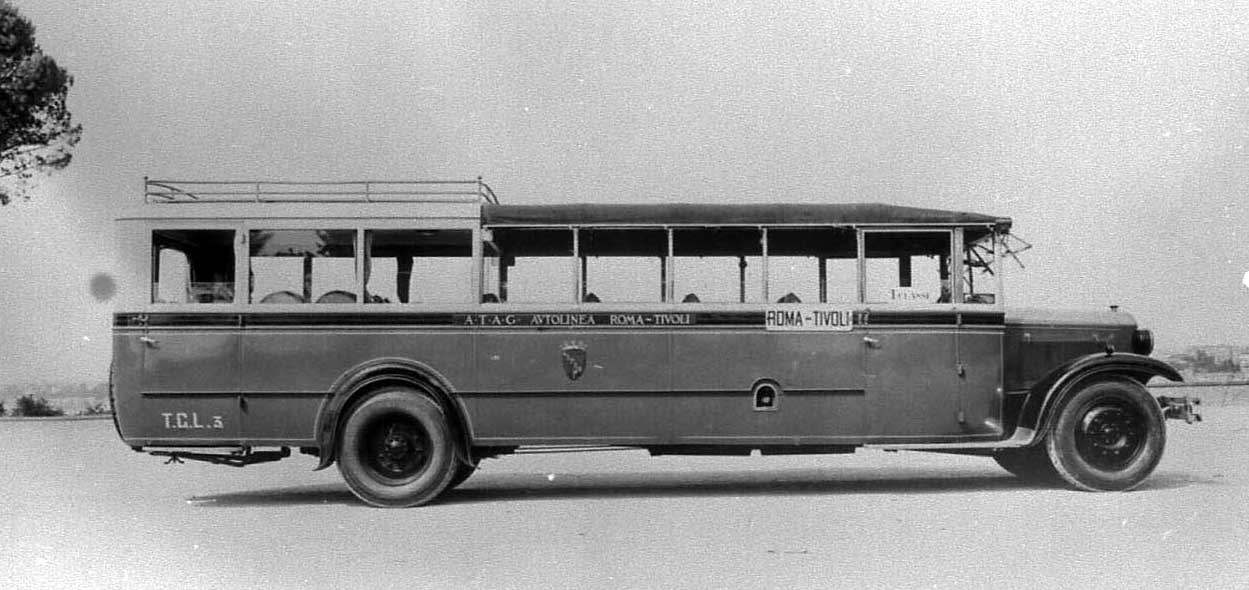
T.C.L.
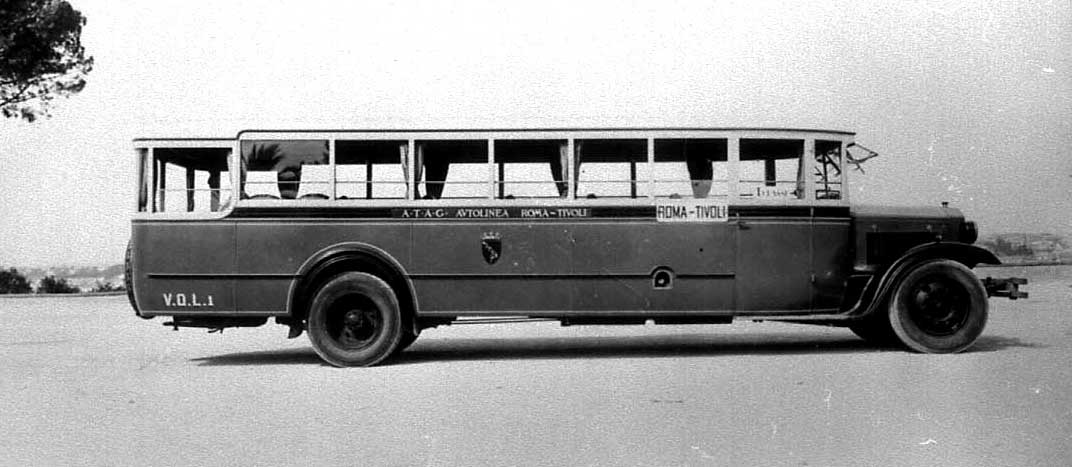
V.O.L.

## Gli autobus con rimorchio
Nel 1932 la Macchi di Varese fornisce all'ATAG un rimorchio per autobus a due assi, ad accesso centrale, che viene accoppiato all'autobus Alfa Romeo 40N 1409. Questo rimorchio, seguendo la regola aziendale, è numerato 102 (numero pari), anche se in sovrapposizione all'omonimo rimorchio tranviario della prima serie del 1911. L'accoppiamento tra i due rotabili è ottenuto a mezzo di ganci che li tengono a una distanza ottimale per evitare contatti nelle curve e, come si vede nelle immagini, lo spazio tra gli stessi è stato protetto con una sorta di rete che dovrebbe impedire alla gente di scavalcare gli organi di aggancio, col pericolo che il convoglio si metta allo stesso tempo in movimento. Il condizionale è d'obbligo dal momento che questo convoglio non sembra aver circolato molto ed anzi il rimorchio 102 sparisce dopo poco tempo senza lasciare traccia alcuna. L'unico utilizzo documentato da immagini è l'autolinea turistica Anello delle vie Imperiali, sulla quale, peraltro, appaiono di uso più comune i due piani scoperti e coperti.
Due anni dopo, l'Alfa Romeo fornisce all'ATAG due autotreni composti di motrice su meccanica 85-A e rimorchio carrozzato, come la motrice, dalla Macchi di Varese. In questo caso troviamo motrice e rimorchio accoppiati stabilmente con lo stesso sistema adottato per unire ad un elemento costruito ex novo le motrici e i rimorchi tranviari utilizzati per costruire le articolate MATER, e quindi due perni che tengono uniti gli elementi e un intercomunicante a mantice. Nonostante ogni coppia motrice-rimorchio costituisca una unità inscindibile, i rotabili hanno numeri separati con i prefissi M, R rispettivamente per motrice e rimorchio; appaiono inizialmente come M1-R1 ed M3-R3, ma sono quasi subito rinumerati più correttamente in M1-R2 e M3-R4. Uno dei due convogli è esposto a una mostra di Bruxelles ma il loro uso pratico pare sia stato ben poca cosa. Destinati alla Roma-Tivoli, saranno inizialmente utilizzati anche sulla linea 210, ma sembra che non siano mai andati oltre il capolinea di Settecamini. Il primo convoglio appare radiato nel 1951 ma non risulta abbia mai circolato dopo il 1945; del secondo si perde ogni traccia ed è probabilmente andato distrutto nei bombardamenti del 1943.

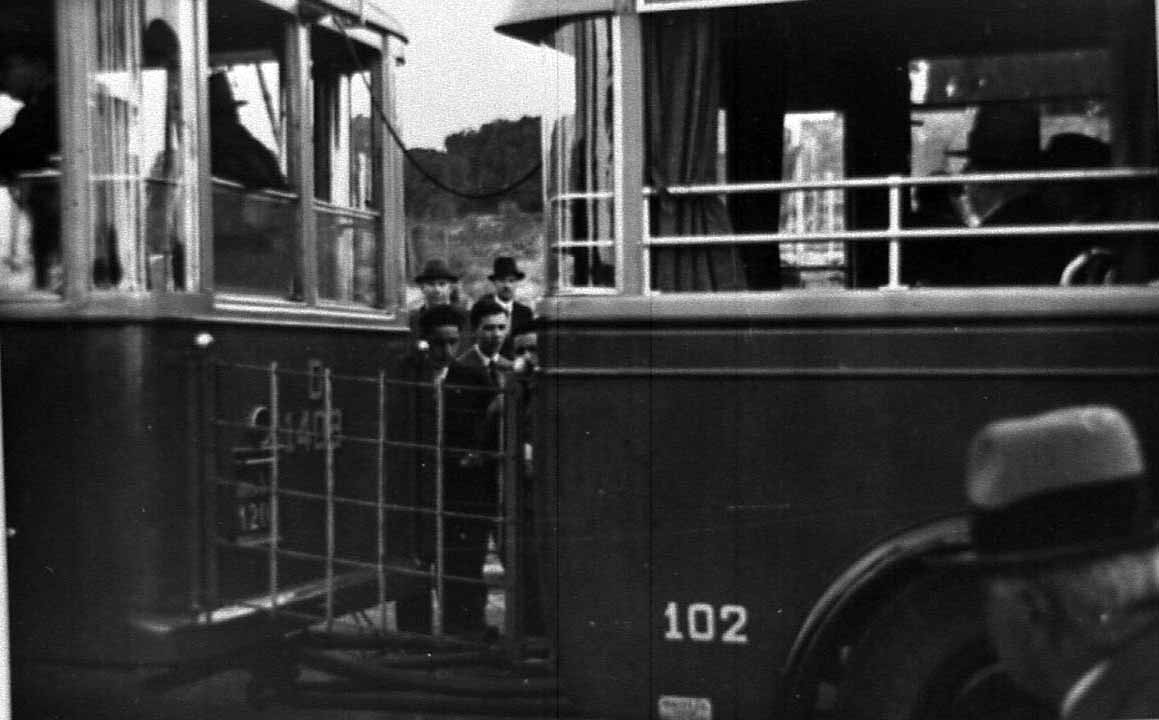
Rimorchio 102
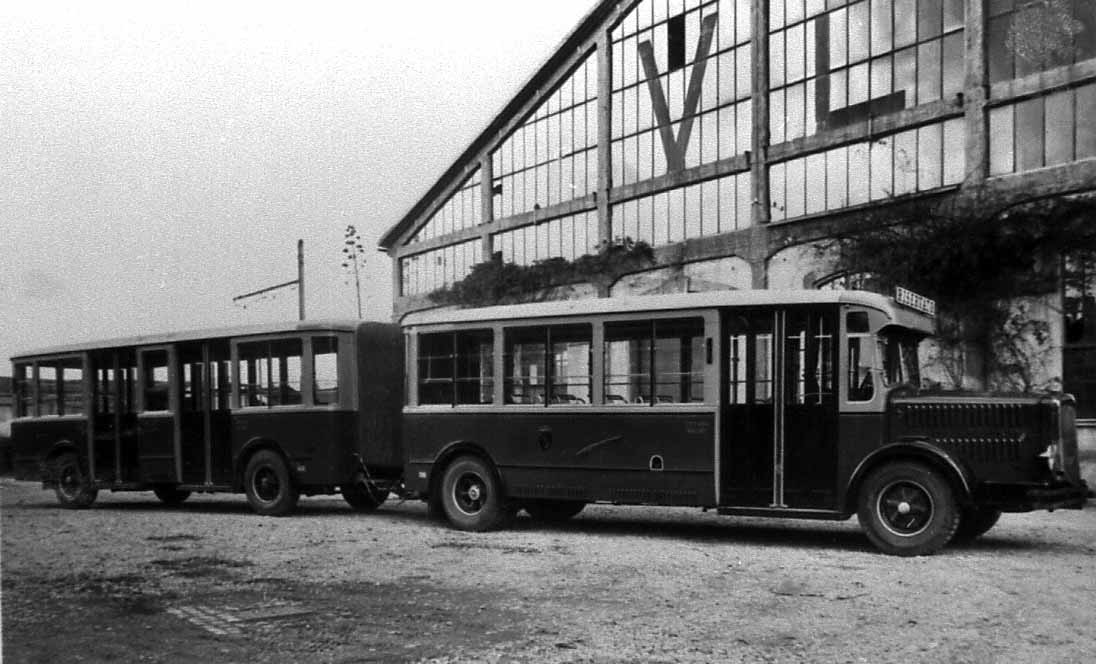
Autotreno M.1+R.2
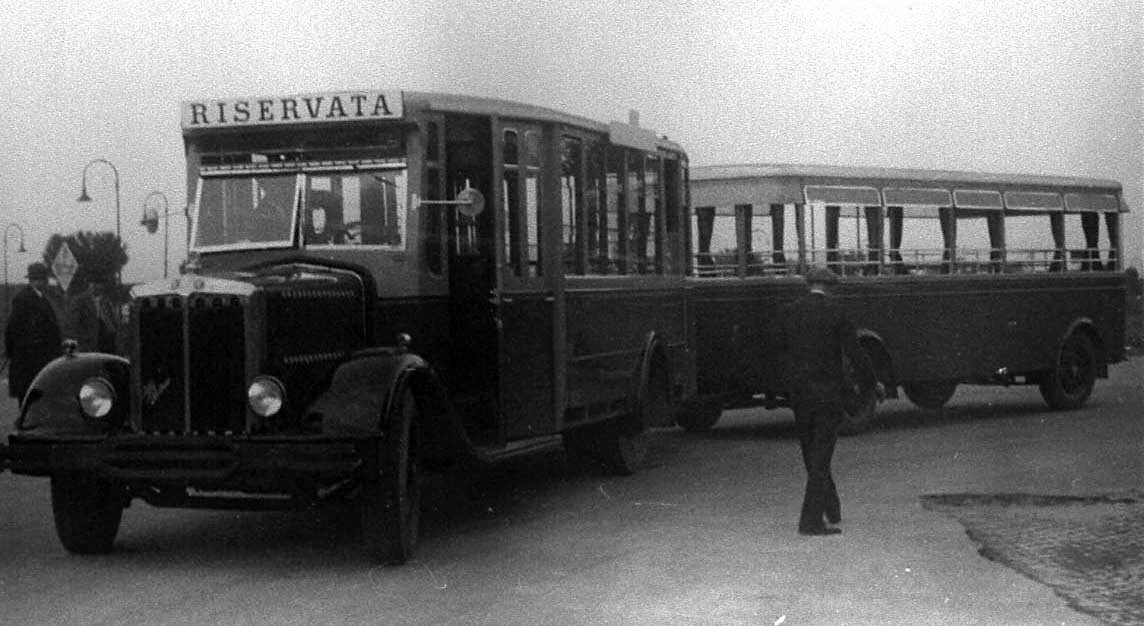
Motrice D.1409 e rimorchio 102

## Vicende
Salvo gli autoalveari per nessuno di questi autobus gli ordini di servizio specificano l'utilizzo. All'attivazione dell'autolinea Roma-Tivoli vengono inizialmente dirottati su tale servizio, dove però sono presto soppiantati dai Lancia Omicron modificati. L'impiego più usuale, specialmente per i turistici, è il noleggio a privati per gite e a enti pubblici (specialmente del PNF per trasportare i partecipanti alle manifestazioni ufficiale del regime. Molte di queste vetture sono requisite dall'autorità militare all'indomani dell'entrata in guerra dell'Italia, altre sono trasformate in veicoli di servizio sempre nello stesso periodo Quasi nessuno appare in servizio dopo il 1945 salvo un veicolo a due piani non identificabile in alcune foto del periodo 1946-1948. Gli ultimi veicoli sono radiati nel 1951, presumibilmente fuori uso già da tempo.

## Numerazione
Sulla numerazione assegnata agli autobus turistici si possono svolgere varie considerazioni. Anzitutto, in base alla regola ancora applicata dall’ATAG al momento, alle prime tre vetture 2001-2005 è stato assegnato il centinaio pari 0 essendo le stesse delle Lancia; per la quarta vettura, la 2201 ancora una Lancia, si è impegnato il successivo centinaio pari 2. Le cose si fanno oscure per le due vetture autoalveari che, stando ad un ordine di servizio ATAG, avrebbero dovuto inizialmente essere numerate 3001 e 3003, con il centinaio pari 0 e il migliaio 3 costantemente assegnato ai veicoli a tre assi, ma appaiono in seguito identificate dai numeri 3401 e 3403. La regola del numero di centinaio pari per gli autobus Lancia e Alfa è abbandonata nel 1932, all'arrivo degli Alfa a tre assi numerati da 3101 in poi; in un centinaio 3 è stata immatricolata la 2301, ultima delle vetture bipiano, di costruzione Alfa Romeo, che però non è compresa nel migliaio 3 pur essendo a tre assi (lo sarà nel 1951, quando sarà rinumerata 3311 per lasciare libero il gruppo 23xx per i Fiat 405).
| num. eserc.                    | q.tà | anno    | telaio            | assi | carrozz. | motore      | alim.* | pot. CV | lungh. mm | tara t. | nota |
| ------------------------------ | ---- | ------- | ----------------- | ---- | -------- | ----------- | ------ | ------- | --------- | ------- | ---- |
| 2001-2005                      | 3    | 1930-31 | Lancia Omicron L  | 2    | Macchi   | Lancia 77   | B      | 92      |           |         | 1    |
| 2201                           | 1    | 1931    | Lancia Omicron L  | 2    | Macchi   | Lancia 77   | B      | 92      |           |         |      |
| 2301                           | 1    | 1936    | Alfa Romeo 110-AC | 3    | Macchi   |             | D      |         |           |         | 2    |
| 3401-3403                      | 2    | 1932    | Lancia Omicron L  | 3    | Macchi   | Lancia 77   | B      | 92      |           |         | 3    |
| T.C.F. 1-23                    | 12   | 1933    | Fiat 635-R        | 2    |          | Fiat 235    | B      | 65      | 7400      | 5,5     | 4    |
| T.C.L. 1-3                     | 2    | 1929    | Lancia Omicron L  | 2    |          | Lancia 77   | B      | 92      |           |         |      |
| T.O.L. 1-3                     | 2    | 1929    | Lancia Omicron L  | 2    |          | Lancia 77   | B      | 92      |           |         |      |
| T.T.A. 1                       | 1    | 1934    | Alfa Romeo 3000   | 2    |          | A.R. RNL    | B      | 55      | 5500      | 2,52    |      |
| T.T.F. 1-3                     | 2    |         | SPA 30            | 2    |          |             | B      |         |           |         | 5    |
| T.T.L. 1-3                     | 2    | 1929    | Lancia Omicron L  | 2    |          | Lancia 77   | B      | 92      |           |         |      |
| T.T.L. 31-33                   | 2    | 1934    | Lancia Omicron L  | 3    |          | Lancia 77   | B      | 92      |           |         | 6    |
| V.O.L. 1                       | 1    |         | Lancia Omicron L  | 2    |          | Lancia 77   | B      | 92      |           |         |      |
| Rotabili articolati e rimorchi |      |         |                   |      |          |             |        |         |           |         |      |
| M1-R2 M3-R4                    | 2    | 1936    | Alfa Romeo 85-A   | 2+2  | Macchi   | A.R. F6M317 | D      | 110     |           |         | 7    |
| 102                            | 1    | 1934    |                   | 2    | Macchi   |             |        |         | 6400      |         | 8    |

1. Vetture a due piani per servizio extraurbano con piano superiore scoperto; la 2001, inizialmente numerata B 2001 DPS (Due Piani Scoperto), risulta successivamente modificata coprendo il piano superiore ed è numerata DPC 2001 (Due Piani Coperto), poi semplicemente B 2001; la 2003, anch'essa a due piani con piano superiore scoperto, è inizialmente numerata B 2003 DPS, poi semplicemente B 2003. La 2005 sembrerebbe identica alla 2003. Vetture 2001 e 2003 rinumerate risp. 1853 e 1851 nel 1951, all'arrivo del gruppo 1981-2009.
2. Vettura a due piani rimasta in servizio fino al 1955; altezza m 4,50. Risulta rinumerata 3311 probabilmente nel 1955, a seguito dell'entrata in servizio dei Fiat 405 del gruppo 2301-2409.
3. Vetture a due piani e mezzo di tipo autoalveare impiegate sulla Roma-Tivoli e saltuariamente su altre linee, come ad es. sulla linea del lungomare al Lido di Ostia (1939). Motore Lancia 77 sostituito da motore Lancia-Junkers 90 negli anni 1936 e 1937. Per questi due autobus l'ATAG aveva dapprima previsto i numeri 3001 e 3003.
4. Con servofreno a depressione e meccanico di sicurezza. Alcune vetture con motore Fiat 236-A da 75 CV. Vettura TCF13 modificata nel gennaio 1939 con applicazione di un motore Lancia 77 al posto dell'originario Fiat 235
5. Vetture commercializzate col marchio Fiat ma costruite dalla SPA prima del suo assorbimento nell'industria torinese. Anno di effettiva costruzione ed immissione in servizio a Roma non accertato. Presumibilmente acquistate da altra azienda e non in fabbrica.
6. Motore Lancia 77 sostituito da motore Lancia-Junkers 90 sulla vettura TTL33 nel 1937.
7. Treni articolati costituiti da motrice e rimorchio entrambi a due assi stabilmente accoppiati. Inizialmente numerati M1+R1, M3+R3. La parte rimorchio del treno M1+R1 ha inizialmente numero di targa 1051.
8. Rimorchio a due assi, destinato ad essere trainato dalla motrice 1409.